# Esteban Pavez
Esteban Andrés Pavez Suazo (* 1. Mai 1990 in Santiago) ist ein chilenischer Fußballspieler. Der Mittelfeldspieler wurde vier Mal mit CSD Colo-Colo chilenischer Meister, gewann mit Athletico Paranaense die Copa Sudamericana 2018 und spielt in der chilenischen Nationalmannschaft.

## Karriere

### Verein
Esteban Pavez, auch in Chile unter Huesi oder Yaya Pavez bekannt, spielte bis 2007 in der Jugend des CD Cobreloa und obwohl er in die erste Mannschaft des Klubs integriert werden sollte, wechselte er in die Jugend des CSD Colo-Colo, mit denen er schließlich 2008 die U-18-Meisterschaft gewann. Im Januar debütierte Pavez für Colo-Colos Profimannschaft erst in der Copa Chile, später auch in der Primera División. Allerdings konnte er sich unter Trainer Hugo Tocalli nie durchsetzen und so verlieh ihn der Klub für die Saison 2010 zu den Rangers de Talca, bei den er allerdings ebenfalls nicht oft eingesetzt wurde. Bei seiner zweiten Leihe bei San Marcos konnte er sich als Stammspieler durchsetzen und auch bei Unión Temuco überzeugte er. So kehrte er als gereifter Spieler zu den Caciques zurück und gewann die Meisterschaften der Clausura 2014 und Apertura 2015.
Im Juli 2017 nahm er das Angebot vom brasilianischen Klub Athletico Paranaense an. Trotz des elften Platzes in der Liga qualifizierte sich Paranaense für die Copa Sudamericana 2018, die der Klub schließlich im Finale gegen Atlético Junior nach Elfmeterschießen gewann. Pavez kam im Wettbewerb auf zwei Einsätze. Paranaense, das nur 40 % der Anteile von Pavez gekauft hatte, verzichtete auf die vollständige Kaufoption und so kehrte der frisch gebackene Copa-Sudamericana-Sieger zu Colo-Colo zurück. 2019 wechselte Pavez in die Vereinigten Arabischen Emirate zu al-Nasr SC, mit denen er 2019/20 den UAE Arabian Gulf Cup gewinnen konnte. Ab Januar 2021 unterschrieb der Mittelfeldspieler beim mexikanischen Verein Club Tijuana, wo sein Vertrag nach einem Jahr auslief und Pavez ihn nicht verlängerte.
Zur Saison 2022 kehrte er erneut zu seinem Jugendklub Colo-Colo zurück. Mit den Albos wurde er 2022 zum vierten Mal chilenischer Meister. Zur Saison 2023 wurde er Kapitän der Mannschaft.

### Nationalmannschaft
Für Chile debütierte Pavez im Januar 2014 im Freundschaftsspiel gegen Costa Rica. 2017 gewann Pavez mit Chile den China Cup. Für die Copa América 2019 wurde der Mittelfeldspielers Colo-Colos von Nationaltrainer Reinaldo Rueda nominiert. Dort kam er im Viertelfinale gegen Kolumbien zu seinem einzigen Turniereinsatz, als er in der 75. Spielminute für José Pedro Fuenzalida eingewechselt wurde. Chile gewann das Spiel nach Elfmeterschießen und wurde Turniervierter. Danach trug Pavez noch in weiteren Freundschaftsspielen und einem Qualifikationsspiel zur Fußball-Weltmeisterschaft 2022 das Nationaltrikot.

## Erfolge
CSD Colo-Colo
- Primera División (4): 2009-C, 2013/14-C, 2015/16-A, 2022
- Copa Chile: 2016/17

Athletico Paranaense
- Staatsmeisterschaft von Paraná: 2018
- Copa Sudamericana: 2018

al-Nasr
- UAE Arabian Gulf Cup: 2019/20